# Laquintasaura
Laquintasaura ("ještěr ze souvrství La Quinta") byl drobný býložravý dinosaurus (tyreofor), který žil v době před asi 200 miliony let (nejranější jura, věk hettang) na území dnešní Venezuely. 

## Význam
Tento druh patří k několika málo dinosauřím rodům, známým z území tohoto jihoamerického státu (spolu s teropodem rodu Tachiraptor). Zároveň jde o jednoho z nejstarších jurských dinosaurů, žijících relativně krátce po jednom z největších hromadných vymíráních v dějinách života na Zemi (vymírání na přelomu triasu a jury před 201 miliony let). Druh L. venezuelae odvozuje své druhové jméno podle faktu, že šlo o vůbec prvního dinosaura, jehož fosilie byly objeveny na území Venezuely a jejich detailní výzkum průběžně pokračuje.

## Historie objevu
Zkameněliny tohoto dinosaura byly objeveny v 80. letech 20. století, vědecky zkoumány však byly až později. K objevu došlo nedaleko města La Grita na západě Venezuely. V souvrství La Quinta byly objeveny také zkameněliny malého teropodního dinosaura rodu Tachiraptor (vývojově primitivního zástupce kladu Neotheropoda), formálně popsaného rovněž v roce 2014. Fosilie obou dinosaurů byly objeveny v souvrství La Quinta, odpovídající raným jurským ekosystémům v rovníkové oblasti tehdejšího superkontinentu Pangea.

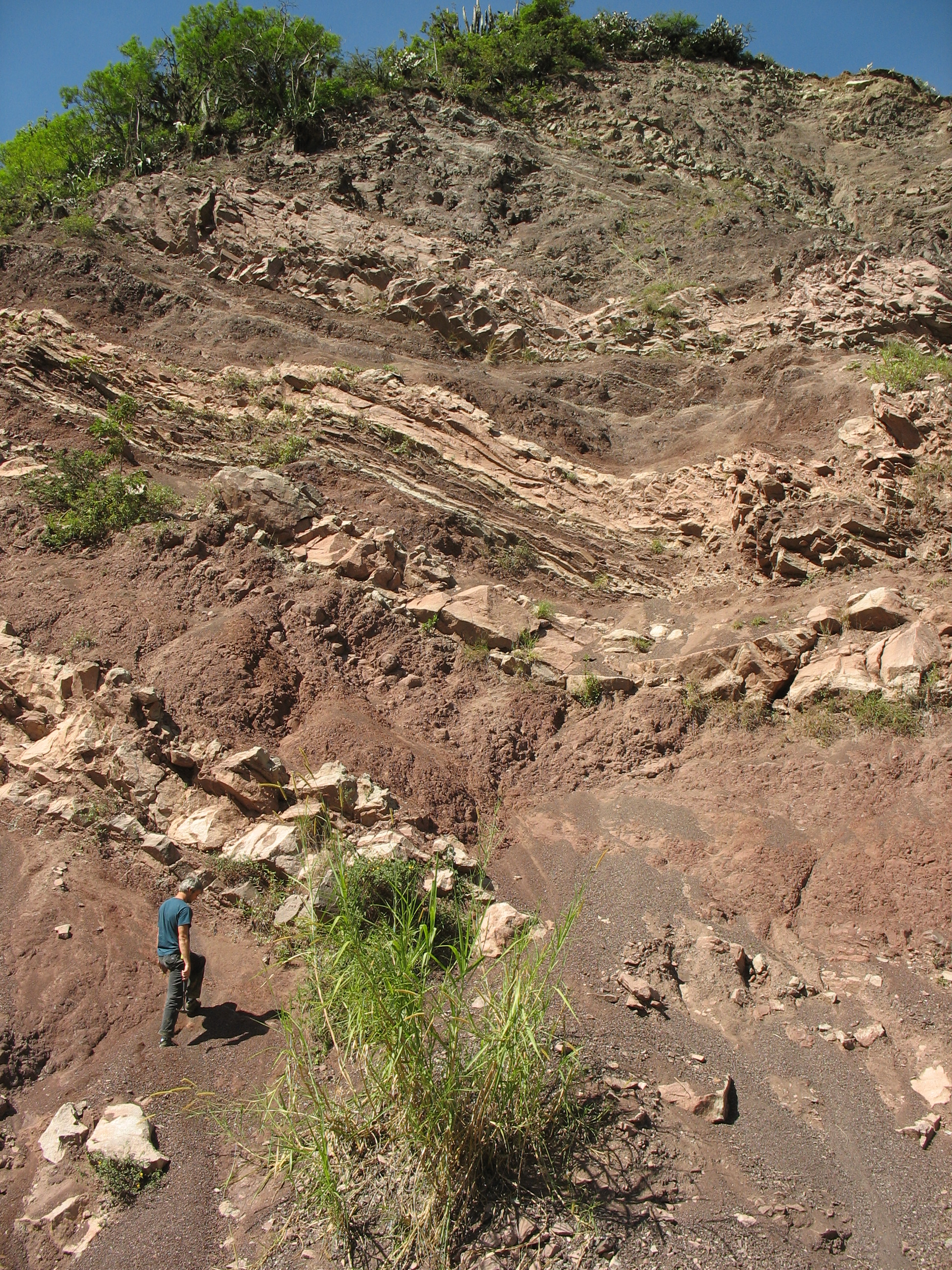
Sedimenty geologického souvrství La Quinta, v nichž byly fosilie dinosaura objeveny.

 Typový druh L. venezuelae byl formálně popsán mezinárodním týmem paleontologů v srpnu rodu 2014.

## Popis
Laquintasaura byl malý býložravý nebo všežravý dinosaurus, který dosahoval délky asi 1 metr a výšky ve hřbetu kolem 25 centimetrů. Gregory S. Paul odhadl v roce 2016 hmotnost tohoto dinosaura asi na 1 kilogram. Šlo zřejmě o stádního tvora, který se sdružoval do menších skupin.

## Systematické zařazení
Laquintasaura byla podle vědecké studie z roku 2017 sesterským taxonem k rodu Scutellosaurus v rámci kladu Thyreophora (jehož je velmi primitivním zástupcem).